# Мичурин-Равер, Марк Леонтьевич
Марк Леонтьевич Мичурин-Равер (1898—1963) — начальник 6-го отдела НКГБ Грузинской ССР, генерал-майор (1945).

## Биография

Семейная фотография 20 июля 1910 года в Киеве.

С 1934 до 1937 начальник оперативного отдела Народного комиссариата внутренних дел Грузинской ССР. С 1937 до марта 1941 начальник 1-го отдела Управления государственной безопасности НКВД Грузинской ССР. С марта 1941 до августа 1941 начальник 1-го отдела Народного комиссариата государственной безопасности Грузинской ССР. С августа 1941 до мая 1943 снова начальник 1-го отдела НКВД Грузинской ССР. С 7 июня 1943 до марта 1946 начальник 6-го отдела НКГБ Грузинской ССР. С марта 1946 до 17 марта 1947 начальник 6-го отдела Министерства государственной безопасности Грузинской ССР. С 17 марта 1947 на пенсии.
С 21 июля 1953 до 22 октября 1955 находился под арестом и следствием как «член банды Берии», затем осуждён на 10 лет лишения свободы. Генерал-майор Мичурин-Равер обвинялся в совершении тяжких преступлений, в том числе фальсификации дел, избиении и пытках арестованных, крупной растрате государственных средств, а также злоупотреблении служебным положением в целях поиска и доставки женщин для Берии. Вышел на свободу 10 июля 1960.
Скончался в Москве 24 сентября 1963 г., похоронен на Востряковском кладбище.

### Звания
- 13.01.1936, капитан государственной безопасности;
- 09.03.1939, майор государственной безопасности;[4]
- 14.02.1943, полковник государственной безопасности;
- 10.04.1944, комиссар государственной безопасности;
- 09.07.1945, генерал-майор.[5]

### Награды
- Орден Ленина;
- Орден Красного Знамени;
- Орден Знак Почёта;
- Орден Отечественной войны 2-й степени;[6]
- Медаль XX лет РККА;
- Медаль За Победу в ВОВ.